# Mecyclothorax bembidicus
Mecyclothorax bembidicus är en skalbaggsart som beskrevs av Sharp 1903. Mecyclothorax bembidicus ingår i släktet Mecyclothorax och familjen jordlöpare. Inga underarter finns listade i Catalogue of Life.